# Тарасов Микола Костянтинович
Микола Костянтинович Тарасов (2 жовтня 1923, Москва — 28 вересня 1994, Гаага) — радянський дипломат, Надзвичайний і Повноважний Посол; член Міжнародного суду ООН.

## Біографія
Народився 2 жовтня 1923 року в місті Москві (нині Російська Федерація). Закінчив юридичний факультет Московського державного університету та аспірантуру того ж університету.
Протягом 1949—1953 років працював консультантом юридичної секції Президії Верховної Ради СРСР; 1953—1956 роках обіймав посаду завідувача секретаріату Президії Верховної Ради СРСР.
На дипломатичній роботі з 1956 року: 1956—1961 роках — радник посольства СРСР в Ірані; у 1961—1968 роках — співробітник центрального апарату Міністерства закордонних справ СРСР; у 1968—1972 роках — заступник постійного представника СРСР при Організації Об'єднаних Націй; з 11 серпня 1972 року по 24 березня 1976 року — Надзвичайний і Повноважний Посол у Мексиці; у 1976—1985 роках — співробітник центрального апарату Міністерства закордонних справ СРСР, у 1976—1981 роках — очолював раду делегації на Венських переговорах про взаємне скорочення збройних сил та озброєння у Центральній Європі.
У 1985—1994 роках — член Міжнародного суду ООН. Помер в Гаазі 28 вересня 1994 року.